# Hunnenschlacht (Liszt)

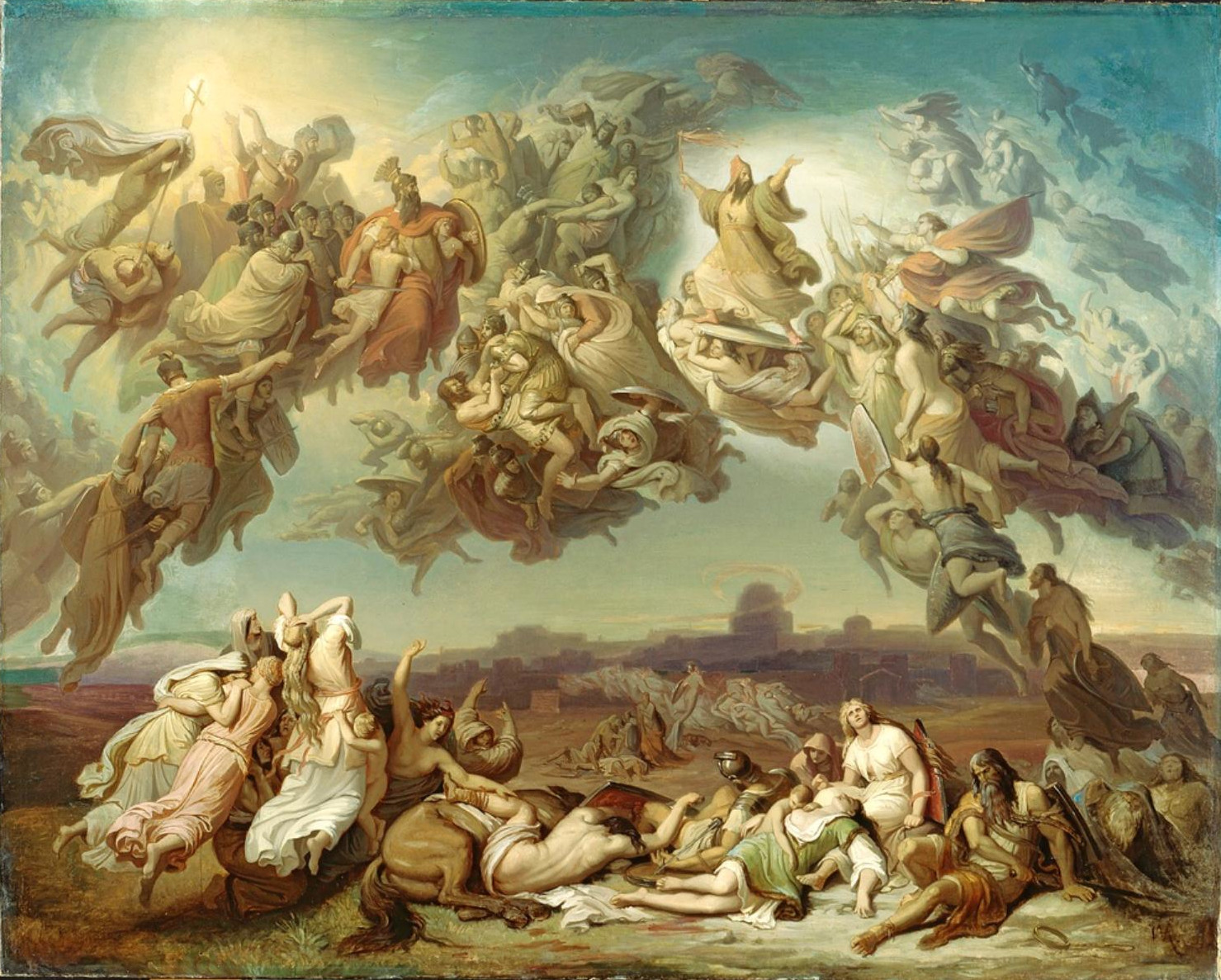
Die Hunnenschlacht, Fresko von Wilhelm von Kaulbach, Vorlage für Liszts Hunnenschlacht

Hunnenschlacht, Symphonische Dichtung Nr. 11 ist eine sinfonische Dichtung von Franz Liszt für ein durch Orgel und Schlagwerk erweitertes Orchester. Sie setzt die in den Jahren des Frühbarocks entstandene Tradition des musikalischen Schlachtengemäldes fort. Die ungefähre Aufführungsdauer beträgt 16 Minuten.
Das Werk entstand um 1856/57 und wurde am 29. Dezember 1857 in Weimar uraufgeführt. Sein Programm stellt neben dem Aufstieg der Römer und Hunnen in den Himmel auch die eigentliche Schlacht dar und hebt sich damit von der Gemäldevorlage ab, die vor allem die verklärende Himmelfahrt der Kämpfer darstellt.

## Zur Musik
Wesentliches Element der Musik ist der Choral „Crux fidelis“, der am Ende der Exposition, in der Durchführung sowie zum Abschluss des gesamten Werks als musikalisches Symbol auftritt. Dieser Choral erklingt zunächst in den Tenor- und Bassposaunen, später auch auf der Orgel, und versinnbildlicht das römische Heer. Ferner weist die Verwendung von Trompeten als „Schlachtrufe“ darauf hin, dass sich Franz Liszt mit der Instrumentenkunde der Antike auseinandergesetzt hat, da Trompeten als „tubae“ nachweislich in ähnlicher Form in Rom existierten. Franz Liszt sieht in seinem Werk nicht den Kampf zweier Völker, sondern den Kampf zwischen Zivilisation und Barbarei, zwischen Christentum und Heidentum. Letzteres kommt vor allem im Schlusschoral zum Ausdruck, der den Sieg der Christen verdeutlicht.